# سیاه‌سرفه
سیاه‌سُرفه (به انگلیسی: whooping cough) یک بیماری باکتریایی است که به علّت حملات شدید سرفه می‌تواند منجر به کبودی گردد. پیش از رواج واکسیناسیون بیش از ۹۳ درصد موارد بیماری در کودکان زیر ده سال اتفاق می‌افتاد. انتقال بیماری از طریق ذرات تنفسی است. این بیماری می‌تواند منجر به مرگ بیمار گردد.

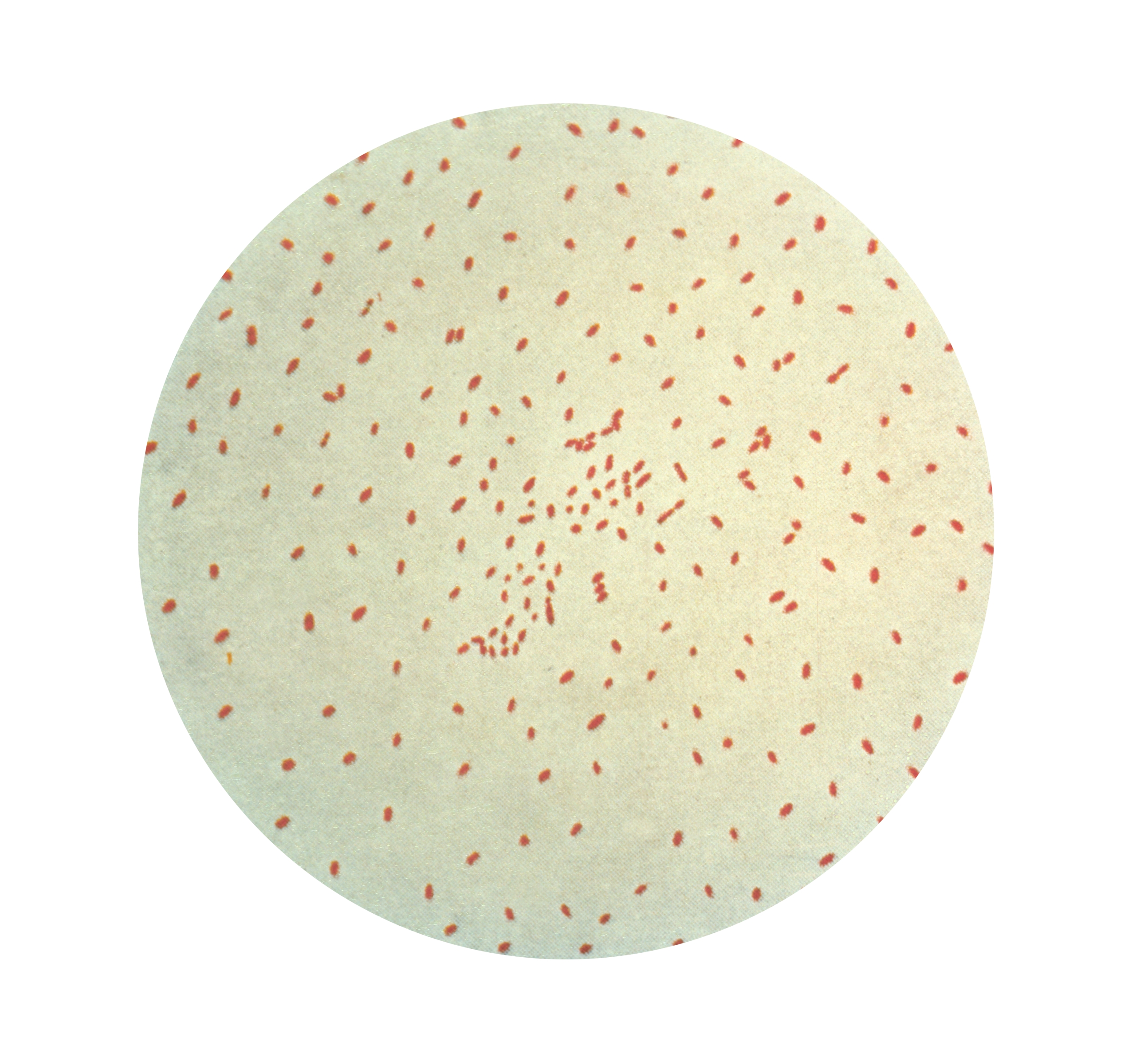
کوکوباسیل بوردتلا پرتوزیس

## عامل بیماری
عامل بیماری بوردتلا پرتوزیس (Bordetella pertussis) یک کوکوباسیل گرم منفی بسیار مسری است و منحصراً در انسان ایجاد بیماری می‌نماید.

## علائم بیماری
علائم بیماری شامل سه مرحله ۱-سرفه خفیف سرما خوردگی مانند ۲-مرحله حمله‌ای که مرحله اصلی و خطرناک بیماری هست ۳-مرحله نقاهت که مرحله بهبودی بیماری است. در مرحله اول علائم غیر اختصاصی شبیه به سرماخوردگی است. بعد از یک تا دو هفته سرفه‌هایی که به دنبال آن‌ها صدای شدید دمی شنیده می‌شود. حملات سرفه‌ها می‌تواند شدید باشد،حملات سرفه به نام سرفه ووپ یا هووپ است که بیمار در بین سرفه ها نفس به داخل می کشد و دوباره سرفه شدید می کند. و همراه با کبودی بعد از سرفه و استفراغ باشند. تظاهرات سیاه‌سرفه در شیرخواران کوچک‌تر از شش ماه ممکن است به صورت سرفه‌های شدید به هر مدت، اشکال در غذا خوردن، قطع تنفس یا کندی ضربان قلب بدون حملات سرفه باشد.

## عوارض بیماری
سیاه‌سرفه می‌تواند منجر به ذات‌الریه، کاهش آب بدن، کاهش وزن، اختلال خواب، تشنج و ندرتاً بیماری مغزی و مرگ گردد. بیمار ممکن است نیاز به بستری در بیمارستان پیدا کند. شایعترین علت مرگ ذات‌الریه ثانویه باکتریای است که در شیرخواران کوچک‌تر بیشتر در معرض آن قرار دارند.

## پیشگیری
واکسیناسیون با واکسن سه‌گانه (دیفتری، کزاز، سیاه‌سرفه) راه اصلی پیشگیری از بیماری است و به‌طور قابل ملاحظه‌ای از شیوع بیماری کاسته‌است.
واکسنهایی که برای پیشگیری استفاده می‌شود (واکسن‌های سلول کامل؛ واکسن‌های بدون سلول) هستند.
واکسن‌های بدون سلول واکنش ناخواسته کمتر ایجاد می‌کنند و به اندازه واکسن‌های سلول کامل مؤثر هستند.
میزان اثر بخشی واکسن بعد از ۴–۱۲ سال کاهش پیدا می‌کند.
به همین دلیل بیماری در سنین نوجوانی و بزرگسالی نیز دیده می‌شود.

## درمان
درمان توسط آنتی بیوتیکها صورت می‌گیرد که باید توسط پزشک انتخاب و تجویز شود و دوره معمول درمان چهارده روز می‌باشد. همچنین تزریق مایعاتی داخل وریدی یا مصرف مایعات مخاط را رقیق میکند علاوه بر آن علائم حیاتی  تب باید چک شود تا نرخ مرگ کمتر شود